# فويلة أنيقة
فويلة أنيقة (الاسم العلمي:Hedysarum elegans) هي نوع من النباتات يتبع جنس الفويلة من الفصيلة البقولية.